# Elda Cerchiari Necchi
Elda Cerchiari nata Necchi (Genova, 1924 – Milano, 25 giugno 2019) è stata una storica dell'arte italiana.
Sposò Aldo Cerchiari, anteponendo quindi il cognome del marito al proprio.

## Biografia
Genovese di nascita, frequenta prima la facoltà di Lettere all'Università degli Studi di Padova (seguendo le lezioni di Giuseppe Fiocco) e si trasferisce poi alla Statale di Milano (1942-46). Lì si laurea in “Storia della critica d'arte” nel 1947 con Maria Luisa Gengaro – allora giovane docente voluta da Paolo D'Ancona come assistente di ruolo e insegnante di Storia della critica d'arte – e Antonio Banfi, filosofo che teneva anche corsi di estetica. La sua tesi fu su Eugène Fromentin, critico francese che nel 1877 aveva dedicato una riflessione sull'opera di alcuni maestri dell'arte fiamminga e olandese, rivalorizzandone il lavoro (tra essi, era incluso Jan Vermeer).
Nel 1950 inizia ad insegnare storia dell'arte, come incaricata, in vari licei classici statali della Lombardia (Como, Bergamo, Lodi, Monza) e della Liguria (Savona). Nel 1960 vince la cattedra al liceo classico Giovanni Berchet di Milano, dove insegnerà per oltre vent'anni, fino al pensionamento (1982).
Già nel 1957 aveva pubblicato, insieme a Liana Castelfranchi, un manuale in tre volumi di Storia dell’Arte (edito da Signorelli), e contestualmente due volumi de Il cammino dell’arte (1960, per lo stesso editore). Un'attività, questa, che porta la studiosa a nuove riflessioni, fino alle pubblicazioni in collaborazione con Pierluigi De Vecchi: Arte nel tempo (Bompiani, 1991, in 6 voll.) e I tempi dell’arte (Bompiani, 1996, 3 voll.).
Questa costante attenzione all'attività didattica e alla comunicazione si completa, per certi versi, con l'attività sostenuta per anni come membro del direttivo ANISA (Associazione Nazionale di Insegnanti di Storia dell'Arte), associazione sorta nel 1951 con lo scopo di promuovere e diffondere le materie storico-artistiche nei Licei italiani, organizzando per i docenti appositi corsi di formazione.
Ma Elda Cerchiari Necchi sarà presente e attiva anche in commissioni per sperimentazioni didattiche presso l'IRRSAE di Milano, facendo parte, per lunghi anni, del Comitato direttivo degli "Amici di Brera" e del gruppo educazione del FAI. Progetta e cura particolari viaggi culturali e, successivamente, si unisce al gruppo "Italia Nostra", dedito all'organizzazione di cicli di conferenze su temi di attualità.
Suo marito fu Aldo Cerchiari (1906-1971), letterato, critico, scrittore e pittore, la cui casa fu punto di ritrovo per artisti di vario genere attivi a Milano. In particolare, Aldo Cerchiari insieme all'architetto Camillo Magni progetta l'allestimento e i contenuti inaugurali della galleria Blu di Peppino Palazzoli nella sede originaria di via Andegari. Sono questi gli anni in cui a Milano si affermano movimenti e personalità di grande forza innovatrice: lo spazialismo di Lucio Fontana, la tendenza neo-picassiana di Bruno Cassinari, il realismo espressionista di Aligi Sassu, le ricerche di design di Bruno Munari, artisti che frequentano casa Cerchiari, che diventa anche luogo di vivaci discussioni e di mostre private in anteprima.
Nell'autunno 2013 ha fondato a Milano l'Associazione Elda Cerchiari Necchi; scopo dell'associazione è «sottolineare l'apporto culturale dato al nostro patrimonio da personalità attualmente attive oppure appartenenti al recente passato cittadino».
Le sue ceneri sono state collocate in una celletta del cimitero di Lambrate.